# التخاطر في الحلم
التخاطر في الحلم (بالإنجليزية: Dream telepathy)‏ هي القدرة المزعومة للتواصل عبر التخاطر مع شخص آخر أثناء الحلم. كان سيغموند فرويد أول شخص في العصر الحديث يوثق الحلم التخاطري. فيما يرفض الإجماع العلمي السائد تخاطر الأحلام بوصفها ظاهرة حقيقية، في حين يؤكد الباحثون خارج النطاق الأكاديمي وكذلك التقاليد الروحانية المختلفة وجود هذه الظاهرة بانتظام في جميع الثقافات. ولم تنتج التجارب الخوارزمية في الباراسيكولوجيا عن الاتصال التلقائي في الحلم نتائج قابلة للتكرار.
في الأربعينيات من القرن العشرين، كان موضوع الجدل الذي اشتهر باسم الجدل "إيزنبود-بيدرسون-كراج-فودور-إليس"، والذي يحمل أسماء أهم المحللين النفسيين في ذلك الوقت الذين شاركوا فيه: جول إيزنبود [الإنجليزية]، جيرالدين بيدرسون-كراج، ناندور فودور [الإنجليزية]، وألبرت إليس.

## نظرة تاريخية
طرح سيغموند فرويد فكرة التخاطر عبر الأحلام لأول مرة في التحليل النفسي في عام 1921، حيث قدم نموذجًا للتعبير عن أفكاره حول التخاطر في الحلم. وقد نشر في عام 1922 بحثًا بعنوان "الأحلام والتخاطر"، والذي يتضمن فكرة التواصل عبر الأحلام، وتم إعادة نشره في كتاب "التحليل النفسي والخارق للطبيعة" (1953)، وكان من المقرر أن يلقيه كمحاضرة في جمعية فيينا للتحليل النفسي، ولكنه لم يقدمه أبدًا. واعتبر فرويد أن الاتصال بين الأحلام والتخاطر لا يمكن إثباته أو نفيه. كان مشككًا تمامًا في الفكرة بشكل عام، مؤكدًا أنه لم يحلم بأي حلم تضمن تخاطراً. وصف فرويد حلمين كانا فيهما تخاطر، حيث حلم بوفاة ابنه وأخت زوجته، ولم يحدث ذلك، ووصف الحلمين بأنهما "توقعات ذاتية بحتة". ولم تكن أفكاره مقبولة على نطاق واسع في ذلك الوقت، ولكنه استمر في التعبير عن اهتمامه ونتائجه حول التواصل بالتخاطر. كما لاحظ أيضًا أنه لم يواجه أي دليل على التخاطر في الحلم لدى مرضاه. يدعي فرويد الحيادية بشأن الظاهرة نفسها، ويؤكد أن بيئة النوم لها خصائص محتملة خاصة للتخاطر في الحلم إذا كان موجودًا، ويتجاهل جميع الحالات التي قدمت له بأسس تحليلية نفسية قياسية (مثل العصبية والمحاكاة وغيرها).
في الأربعينيات من القرن العشرين، وصف جول إيزنبود وجيرالدين بيدرسون-كراج وناندور فودور حالات مزعومة للتخاطر في الحلم. واعتبر ألبرت إليس أن استنتاجاتهم قائمة على أدلة ضعيفة، واعتبر أنه يمكن تفسيرها بشكل أفضل بالتحيز والصدفة والإشارات اللاواعية بدلاً من التخاطر في الحلم. كما اتهمهم بالاهتمام العاطفي بالفكرة، مما أدى إلى تحريف ملاحظاتهم وحكمهم. وانتقد العالم النفسي ل. بورجي لوغفرين أيضًا تجارب التخاطر في الحلم لإيزنبود واعتبر أن الصدفة هي التفسير الأكثر احتمالًا، وأن "الافتراضات المتعلقة بالقوى خارقة للطبيعة لتفسير هذه الحالات غير ضرورية".

## التجارب
أجريت العديد من التجارب لاختبار صحة التخاطر في الحلم وفعاليته، ولكنها واجهت مشاكل كبيرة في العمى التام. فتجد العديد من المشاركين في التجارب طرقًا للتواصل مع الآخرين لجعله يبدو كتواصل تلقائي. وفشلت المحاولات لقطع الاتصال بين العامل والمرسل والمتلقي للمعلومات لأن المشاركين وجدوا طرقًا للتغلب على العمى التام بغض النظر عن مدى تعقيده وشموله. في دراسات أجريت في مركز مايمونيدس الطبي [الإنجليزية] في بروكلين بولاية نيويورك بقيادة ستانلي كريبنر [الإنجليزية] ومونتاغ يولمان [الإنجليزية]، جرت مراقبة المرضى وإيقاظهم بعد فترة من النوم العميق ثم فصلهم لدراسة القدرة المدعومة على التواصل تلقائيًا. وخلصوا إلى أن نتائج بعض تجاربهم تدعم فكرة التخاطر في الحلم.
تعرضت هذه الدراسات المعتمدة على الصورة المحددة لانتقادات من تشارلز إدوارد هانسيل [الإنجليزية] وفقًا لهانسل، كانت هناك ضعف في تصميم التجارب في الطريقة التي أدرك بها المشارك صورة الهدف. يجب أن يكون المشارك هو الوحيد الذي يعرف الهدف ولا يوجد أي مشارك آخر حتى ينتهي من تحكيم الأهداف؛ ومع ذلك، كان هناك محكم مع المشارك عند فتح مظروف الهدف. وكما كتب هانسل كان هناك ضعف في عمليات المراقبة في التجربة، حيث يمكن للمحكم الرئيسي التواصل مع المشارك في التجربة.
حاول إدوارد بلفيدير وديفيد فولكس تكرار التجارب التي استخدمت الصورة المحددة. كانت النتيجة أنه لا المشاركين ولا الحكام يطابقون الأهداف بأحلام أعلى من مستوى الصدفة. كانت نتائج التجارب الأخرى التي أجراها بلفيدير وفولكس سلبية أيضًا.
في عام 2003، كتب سيمون شيرود وكريس رو مراجعة زعما فيها دعم التخاطر في الحلم في مركز مايمونيدس الطبي. ومع ذلك، لاحظ جيمس ألكوك أن مراجعتهما استندت إلى "فوضى شديدة" في البيانات. وخلص ألكوك إلى أن تجارب التخاطر في الحلم في مايمونيدس لم تقدم أدلة على التخاطر في الحلم، وهنا"نقص التكرار يفشى"
شارك العالم النفسي والشكاك الشهير ريتشارد وايزمان في تجربة التخاطر في الحلم. أجرتها كارولين وات [الإنجليزية] في مختبر النوم في محاولة لتكرار نتائج كريبنر وألمان. وكانت التجربة فاشلة تمامًا. فوفقًا لوايزمان، "بعد مراقبة حوالي عشرين متطوعًا لعدة ليالي متتالية، لم تكتشف الدراسة أي دليل يدعم القوى الخارقة للطبيعة".

## مقالات ذات صلة
- عقل باطن جماعي
- ما وراء علم النفس